# Edmundo Marculeta
Edmundo Marculeta (1923-1989) est un auteur de bande dessinée espagnol qui a fait l'essentiel de sa carrière en France, où il a obtenu l'asile politique en 1949. Il signait parfois ses planches Marcouleta, Marcouletta, Marcou, et a utilisé le pseudonyme Boris Tunder ou Tony Cranach pour ses histoires adultes.

## Biographie
Dessinateur réaliste rapide plus que talentueux, il travaille pour de nombreux titres de la presse jeunesse dans les années 1950 et 1960, de Vaillant à Fillette en passant par L'Intrépide, Record ou Le Hérisson (Les Conquérants de l'univers avec F. Richard-Bessière). Il dessine également des histoires pour des agences qui diffusent ses planches en Allemagne et au Royaume-Uni.
Dans les années 1970, il se met à réaliser des bandes dessinées légèrement érotiques et des récits plus adultes, qu'il signe « Boris Tunder ». De retour en Espagne au début des années 1980, quelques années après la fin de la dictature franquiste, il se consacre à la réalisation et la publication de bande dessinée sado-masochiste dans sa revue petit format trimestrielle Euro Stantoons, dont le nom se veut un hommage à l'Américain Eric Stanton, que Marculeta admirait.